# New Bandon
New Bandon es una parroquia canadiense situada en la provincia de Nuevo Brunswick.

## Superficie
New Bandon tiene una superficie de 359,28 km².

## Demografía
En 2021, tenía 1200 habitantes, una densidad poblacional de 3,3 hab./km², y 714 viviendas.